# Incachernes salvadoricus
Incachernes salvadoricus är en spindeldjursart som beskrevs av Beier 1955. Incachernes salvadoricus ingår i släktet Incachernes och familjen blindklokrypare. Inga underarter finns listade i Catalogue of Life.